# Терсеро де Фебреро
Клуб Атлетико Терсеро де Фебреро (на испански: Club Atlético 3 de Febrero, на български Атлетически Клуб Трети Февруари е парагвайски футболен отбор от град Сиудад дел Есте, столица на департамент Горна Парана. От 2005 г. играе в Примера Дивисион де Парагвай.

## История
Терсеро де Фебреро е основан на 20 ноември 1970 г. Започва участието си в първенството на департамента. Едва през 2000 г. успяват да спечелят първенството на трета дивизия и да спечелят промоция за втора. В Примера Дивисион влиза след като финишира на първо място в Примера Дивисион де Парагвай през 2004 г.

## Успехи
- 1х Шампион на Втора дивизия: 2004
- 1х шампион на Трета дивизия: 2000
- 10х Носител на регионални титли (департамент Горна Парана): 1973, 1975, 1977, 1986, 1992 и 1997

## Играчи

### Известни бивши играчи
- Оскар Кардосо